# Einar Danmans
Einar Emanuel Danmans (i riksdagen kallad Danmans i Edsbyn), född 17 maj 1897 i Stora Tuna församling, död 1 december 1988 i Ovanåker, var en svensk banktjänsteman, frikyrkopredikant och politiker (folkpartist). 
Einar Danmans, som kom från en bondefamilj, genomgick Svenska missionsförbundets missionsskola 1919-1923 och var därefter predikant i Ovanåker 1923-1926, Uppsala 1926-1927 och Ockelbo 1928-1931, varefter han var missionsförbundets ungdomssekreterare i Hälsingland 1931-1937.
Han övergick sedan till bankväsendet och var från 1936 föreståndare för Gävleborgs läns sparbanks filialkontor i Edsbyn.
Einar Danmans var riksdagsledamot i första kammaren från den 18 oktober 1954 till 1960 för Gävleborgs läns valkrets. I riksdagen var han bland annat suppleant i bankoutskottet 1955-1960. Som riksdagsledamot engagerade han sig inte minst i bankfrågor och byggnadslagstiftning.